# Saramā
Saramā - Cățeaua zeului Indra, descrisă în Rigveda, mamă a unei perechi de câini (Sārameya) cu câte 4 ochi, care sunt dulăii de pază ai zeului morții, Yamá. Saramā, una dintre fiicele lui Dáksa, după cum indică Bhagavata purāna, este mama tuturor animalelor sălbatice. 

## Sursă
- Kernbach, Victor (1995).  Editura Albatros, ed. Dicționar de Mitologie Generală. București. ISBN 973-24-0336-5. Verificați datele pentru: |date= (ajutor)